# Mary Ball
Mary Ball (Cobh, 1812–Dublín, 1898) fue una naturalista y entomóloga irlandesa, conocida por sus estudios de Odonata y descubrimiento del fenómeno curioso de estridulación en bichos acuáticos.

## Biografía
Nació en 1812, segunda hija de Bob Stawell Ball y de Mary Green. Nació en Cobh, condado de Cork, y se mudaron cerca de Youghal, en el mismo condado. Mary tuvo dos hermanos – Robert y Bent– y una hermana, Anne, algóloga. La familia era protestante e "implicada en comercio."
No se sabe aproximadamente la formación de Mary, pero como familia de clase mediana ciertamente tuvo acceso a un microscopio y a volúmenes de historia natural y clasificación científica de su tiempo. Está registrado que su hermano Robert empezó a recoger especímenes con su padre a la edad de cinco. Por supuesto que Mary habría participado también. Robert animó a Mary en sus estudios de insectos, adquiriendo para sí una copia de James Stephens Catálogo Sistemático de insectos británicos, publicado en 1829. Allí detalló los insectos en su colección en crecimiento.

## Obra zoológica
En 1833 Mary empezó una correspondencia con el naturalista de Belfast William Thompson. Su colección de insectos se hizo grande para su tiempo y muy conocida. Thompson nombró aproximadamente veinte especies de moluscos y crustáceos en su honor, incluyendo un caracol de espiral pequeño Rissoa balliae en 1856.
Mary se concentró recogiendo conchas e insectos, acumulando una considerable colección de moluscos de las mejores del país. Uno de sus hallazgos interesantes fue un espécimen del migratorio locust presentado en John Curtis Entomología británica- Folio 608 Locusta christii datado 1 de agosto de 1836.. "En gabinete de Miss Ball y el autor"- "Otro espécimen, capturado en septiembre en Ardmore en el condado de Waterford por Miss M. Ball ha sido amablemente transmitida a mí para mi inspección por Mr. Robert Ball de Dublín. Es del mismo sexo cuando el representado pero los élitros son mucho más manchados".
Sus Odonata fueron estudiados por el belga entomólogo Michel Edmond de Selys-Longchamps en su visita a Dublín.
Sus colecciones de entomología son ahora albergadas en el Museo de Historia Natural en Dublín, y el Museo de Zoología en Trinity College, Dublín.

## Últimos años
Después de las muertes sucesivas de su padre en 1841, su mentor William Thompson en 1852 y su hermano Robert en 1857, Mary parece haber dejado la entomología y seguir la jardinería de helechos. Un éxito también: "Si Tía Mary hubiera plantado un parasol habría crecido un paraguas," remarcó uno de sus sobrinos. Gastó sus últimos años viviendo con su hermana Anne en Dublín. Falleció allí en 1898 a los ochenta y seis años.

## Obra

### Publicaciones
Mary, era la convención, no publicó sus trabajos bajo su nombre propio. Todos eran comunicados por su hermano Robert.
- On the sounds produced by the Notonectidae under water (Sobre los sonidos producidos por los Notonectidae debajo del agua). Annals and Magazine of Natural History 16: 129. (1846)

- On the noises produced by one of the Notonectidae (Sobre los sonidos producidos por uno de los Notonectidae) Report of the British Association for the Advancement of Science. Notices and abstracts of communications Cambridge Meeting, junio de e 1845: 64–65. Ball, R. (1846).

- Corixa striata, Curtis. Annals and Magazine of Natural History 17:135–136. (18--)

Sus observaciones de mariposas y polillas estuvieron citadas por el 'padre de Entomología irlandesa' Alexander Henry Haliday en su trabajo de los Lepidoptera irlandeses.

## Otra lectura
- Nash, R. 1983 Un resumen breve del desarrollo de entomología en Irlanda durante los años 1790–1870. Irlandés Naturalists' Revista 21: 145@–150
- Esta obra contiene una traducción  derivada de «Mary Ball» de Wikipedia en inglés, concretamente de esta versión, publicada por sus editores bajo la Licencia de documentación libre de GNU y la Licencia Creative Commons Atribución-CompartirIgual 4.0 Internacional.

- Datos: Q6778999